# Чад на летних Олимпийских играх 2004
Чад принимал участие на Летних Олимпийских играх 2004 года, прошедших в Афинах (Греция) с 13 по 29 августа 2004 года. Чад был в девятый раз в своей истории представлен на летних Олимпийских играх, дебютировав на них в 1964 году в японском Токио. Делегация состояла только из двух легкоатлетов: бегуна на 100 метров Джиколума Мобеле и бегуньи на 400 метров Калтумы Наджины. Мобеле попал на Игры благодаря уайлд-карду, так как он не соответствовал требуемым критериям для квалификации, но он снялся с соревнований. Наджина, знаменосец Чада на обеих церемониях, преодолела первый этап в своей дисциплине, но вылетела в полуфинале. В итоге Чад не выиграл ни одной медали.

## Общие сведения
Летние Олимпийские игры 2004 года в Афинах (Греция) стали для Чада девятой летней Олимпиадой, начиная с Игр 1964 года в Токио (Япония). Единственными Играми, пропущенными этой африканской страной, стали Игры 1976 года в Монреале (Канада) и Игры 1980 года в Москве. В обоих случаях это произошло из-за участия Чада в международных бойкотах Игр. Самую большую делегацию, шесть человек, Чад отправлял на Игры 1988 года в южнокорейском Сеуле и Игры-1992 в испанской Барселоне. Представители Чада никогда не выигрывали медалей Олимпийских игр.
В составе сборной Чада на летних Олимпийских играх 2004 года была бегунья на 400 метров Калтума Наджина, до этого принимавшая участие на Играх 2000 года в австралийском Сиднее. Наджина тренировалась в США и Канаде под руководством Международного олимпийского комитета. Но после Игр 2000 года она отказалась переезжать из Канады в Сенегал, из-за чего она лишилась финансирования и жила в одной из комнат дома ее тренера Джона Кэннона в Ванкувере. Незадолго до Игр 2004 года Наджина собиралась поменять гражданство Чада на канадское.

## Лёгкая атлетика
В составе сборной Чада на Олимпиаде в Афинах был только один мужчина – бегун на 100 метров Джиколум Мобеле. Он попал на Игры-2004 только благодаря уайлд-карду, поскольку его лучший результат в сезоне-2004 был 11.38 секунд при требуемых квалификационным стандартом "B" 10.28 секундах. Мобеле должен был участвовать в седьмом квалификационном забеге 21 августа, но он снялся с соревнований незадолго до их начала.
Единственной представительницей женского пола из Чада была бегунья на 400 метров Калтума Наджина. Её лучшим результатом в сезоне-2004 был 50.80 секунд при требуемых квалификационным критерием "A" 51.50 секундах. На прошлых Олимпийских играх Наджина достигла стадии полуфинала в беге на 400 метров. 21 августа она бежала второй квалификационный забег. Она стала третьей среди семи участниц забега с результатом 51.50 секунд, проиграв только американке Монике Хеннаган  (51.02 секунд) и болгарке Марьяне Димитровой (51.29 секунд). Занятое третье место в забеге позволило Наджине выйти в полуфинал, состоявшийся на следующий день, 22 августа. Наджина бежала во втором забеге из трёх, финишировала в нём пятой с результатом 51.57 секунд и не смогла квалифицироваться в финал. Забег выиграла представительница Багамских островов Тоник Уильямс-Дарлинг, обогнав Наджину на 1.57 секунд.
Обозначения
- Примечание–Места для участников соревнований по беговым дисциплинам даны по результатам забега
- Q = Квалифировался в следующий раунд
- DNS = Снялся до старта соревнований

| Спортсмен        | Дисциплина      | Квалификация | Квалификация | Четвертьфинал | Четвертьфинал | Полуфинал | Полуфинал | Финал     | Финал     |
| Спортсмен        | Дисциплина      | Результат    | Место        | Результат     | Место         | Результат | Место     | Результат | Место     |
| ---------------- | --------------- | ------------ | ------------ | ------------- | ------------- | --------- | --------- | --------- | --------- |
| Джиколума Мобеле | 100 м (мужчины) | DNS          | DNS          | не прошёл     | не прошёл     | не прошёл | не прошёл | не прошёл | не прошёл |
| Калтума Наджина  | 400 м (женщины) | 51.50        | 3 Q          | не проводился | не проводился | 51.57     | 5         | не прошла | не прошла |